# Mario Sbrilli
Mario Sbrilli (Firenze, 13 febbraio 1922 – Arezzo, 14 luglio 1944) è stato un partigiano italiano, medaglia d'oro al valor militare alla memoria.

## Biografia
Studente di medicina alla Scuola di sanità militare di Firenze, Sbrilli si unì, subito dopo l'8 settembre 1943, ai partigiani della Brigata Garibaldi "Pio Borri", attiva sull'Alpe di Catenaia, in provincia di Arezzo.
Al giovane, considerata la sua specifica preparazione, fu affidata la responsabilità del servizio sanitario della Brigata. Durante un rastrellamento, il giovane fu catturato dai tedeschi insieme a numerosi partigiani feriti. I soldati, riconosciuta la funzione di assistenza sanitaria svolta da Sbrilli, decisero di risparmiarlo. Il "trattamento di riguardo" durò sino a quando Sbrilli vide i tedeschi che, dopo aver percosso con tubi di gomma i feriti sino a renderli incoscienti, stavano per gettare in una fossa ancora vive diciotto persone in quella che divenne la strage di San Polo. Il giovane si lanciò urlando contro i nazisti e fu falciato da una raffica di mitra.
Dopo la Liberazione, l'Università di Firenze ha concesso alla memoria di Sbrilli la laurea "ad honorem" e molte città e paesi della Toscana hanno intitolato una strada al generoso ragazzo. Il Corpo sanitario dell'Esercito ha istituito a nome di Sbrilli un premio annuale.